# ТЕС Медина 2
24°31′32″ пн. ш. 39°40′34″ сх. д. / 24.52556° пн. ш. 39.67611° сх. д.
ТЕС Медина 2 — теплова електростанція на заході Саудівської Аравії.
Електростанція використовує газові турбіни, встановлені на роботу у відкритому циклі:
- в 1977 – 1980 роках ввели в дію три турбіни потужністю по 20 МВт, відомі як станція Медіна 2А;
- у 1981-му стали до ладу дві перші турбіни станції Медіна 2В потужністю по 47,5 МВт;
- в 1998-му станцію Медіна 2В підсилили ще двома турбінами з показниками по 57,5 МВт.
Таким чином, загальна потужність ТЕС досягнула 270 МВт.
Всі черги станції наразі використовують нафтопродукти. 
Видача продукції відбувається по ЛЕП, що працює під напругою 110 кВ.